# Stralendorp
Stralendorp eller Stralendorff, Stralendorf, von Stralendorf, är en tysk adelsätt med ursprung från Stralendorf i Mecklenburg, vilken spreds till Böhmen, Sachsen, och Danmark, varifrån några medlemmar inkom till Sverige under 1300-talet.

## Kända medlemmar
- Fikke Stralendorp, väpnare i Danmark. [1]
- Lydeke von Stralendorp (död 1376), genom byte 1409 för sina arvingar förvärvade Vinagarna (nuvarande Venngarn i Uppland). [2]

1. Märta Lydekadotter. gift 1) med häradshövding Bo Nilsson (Natt och Dag) och gift 2) 1437 med Bengt Jönsson (Oxenstierna)